# Demir Dragnev
Demir Dragnev (n. 27 iulie 1936) este un istoric din Republica Moldova, care a fost ales ca membru corespondent al Academiei de Științe a Moldovei. Membru PCUS.

## Biografie
S-a născut la 27 iulie 1936, în satul Cureșnița, județul Soroca. Conform  este de etnie bulgară. Fost membru PCUS, autor al manualului de Istorie a RSSM in 6 ediții.
Istoricului Demir Dragnev îi aparțin circa 270 de lucrări științifice, publicate independent sau în colaborare cu alți autori, inclusiv 50 de volume – monografii, capitole în tratate, culegeri de documente, manuale, materiale didactice, broșuri.Istoric, specialist în istoria medie și modernă a românilor, paleografia slavo-română, profesor universitar, editor de cărți de specialitate.
A absolvit Facultatea de Istorie a Universității de Stat din Moldova (1957); a făcut doctoratul la Institutul de Istorie al Academiei de Științe din Moldova (1962-1965), iar în 1975 susține teza de doctor în istorie.

## Funcție
Colaborator științific superior (1975); director adjunct (1978-1991); șef al Direcției Istoria Medie (1991-1994); director al Institutului de Istorie (din 1996 – până în prezent); coordonator-adjunct al Secției de științe socio-umane a Academiei de Științe a Republicii Moldova. A activat ca lector, lector superior, profesor universitar la Universitatea de Stat din Moldova și Universitatea Pedagogică de Stat „Ion Creangă”. Din anul 1998 ține cursul special pentru studii la masterat – Forme tranzitorii de la medieval la modern în Europa de Sud-Est – în cadrul Catedrei UNESCO de studii sud-est-europene a Universității de Stat din Moldova.
În pedagogie s-a distins prin conducerea și consultația științifică a 11 teze de doctorat (4 de doctor habilitat și 7 de doctor în științe istorice); a fondat un grup științific de studiere a mentalităților, sensibilităților și cotidianului în Moldova din perioada evului mediu (Institutul de Istorie al Academiei de Științe din Moldova). Colaborează cu Universitatea „Al. I. Cuza” și Institutul de Istorie „A. D. Xenopol” din Iași, cu Institutul „N. Iorga” din București, în scopul pregătirii cadrelor și a organizării conferințelor științifice comune; cu Georg-Eckert Institut (Germania) în domeniul perfecționării manualelor școlare; contribuie la intensificarea relațiilor cu Institutul de Istorie al Academiei de Științe a Ucrainei și cu cel al Academiei de Științe a Rusiei în vederea activității comisiilor mixte ale istoricilor.
Obiectele de studiu, preocupările științifice ale profesorului Dragnev sunt: istoria românilor în epoca medievală; istoria economică, socială și politică internă a Principatului Moldovei în epoca medievală și în perioada de trecere la cea modernă; relațiile slavo-române.
Toate cele studiate și prelucrate le-a publicat în monografii și lucrări de sinteză. Între 1958-1999 a publicat independent sau în colaborare 147 de lucrări, inclusiv 6 monografii, 3 lucrări de sinteză, 7 manuale, 7 culegeri de documente medievale, peste 120 de articole științifice. Printre cele mai importante menționăm: „Țara Moldovei în Epoca Luminilor” (monografie); „Moldova în epoca feudalismului” (vol. 8, Documente moldovenești din sec. XVIII, la care este coordonator și colaborator); „Istoria modernă a Europei și Americii”, vol. I. (1995, manual universitar, în colaborare); este coautor al manualelor: „Istoria românilor. Epoca modernă” (Chișinău, 2000); „Istoria medievală, universală a românilor” (Chișinău, 2001); „Istoria Moldovei din cele mai vechi timpuri până în epoca modernă” (Chișinău, 1992).
Este membru al Prezidiului Comisiei Superioare de Atestare a Republicii Moldova, vicepreședinte al Consiliului Științific Specializat pe lângă Institutul de Istorie al Academiei de Științe pentru conferirea titlurilor științifice de doctor și doctor habilitat în științe istorice.
Redactor-șef al „Revistei de Istorie a Moldovei” (din 1994).

## Lucrări
- Dragnev Demir. Paleografia slavo-română și româno-chirilică. - Chișinău, 2003;
- Dragnev Demir. Istoria românilor: Epoca antică și medievală. - Chișinău, 2003;
- Dragnev Demir. Ștefan cel Mare și Sfânt în contextul epocii sale și al posteriorității. - Chișinău, 2004. etc.

## Titluri științifice
- Doctor habilitat în istorie (1992);
- Profesor universitar (1995);
- Membru corespondent al Academiei de Științe a Moldovei (1995).

## Premii
- Premiul de Stat
- Ordinul Gloria Muncii
- Medalia Academiei de Științe a Moldovei „D. Cantemir“.
- Cetățenia de onoare a orașului Soroca din Moldova[4]

## Despre
- Ecaterina Taralunga,Enciclopedia Identității Romanesti, București, Ed. Litera, 2011
- Curesnita//Localitățile Republicii Moldova, vol.5, p.419